# Neil Rioch
Daniel Gordon Rioch, meglio conosciuto con il nome Neil (Paddington, 13 aprile 1951), è un ex calciatore inglese, di ruolo difensore.

## Biografia
Neil Rioch fa parte di una famiglia di calciatori: il fratello di Bruce ed il di lui figlio Gregor, sono stati calciatori professionisti e poi allenatori. Anche il nipote Matt Holmes è stato un calciatore professionista.
Quindicenne, fu selezionato come uno dei raccattapalle della finale del campionato mondiale di calcio 1966, conclusasi con la vittoria della nazionale inglese.

## Carriera

### Club
Formatosi nel Luton Town, nel 1969 viene acquistato, con la valutazione personale di £10.000 e complessiva di £110.000, insieme al fratello Bruce dall'Aston Villa, club a cui resterà vincolato contrattualmente sino al 1975, senza mai affermarsi stabilmente tra i titolari, venendo ceduto in prestito in tre occasioni. Debuttò nella sconfitta per 2-0 contro l'Huddersfield Town del 16 agosto 1969, mentre la prima rete la segnò nella vittoria per 4-1 contro il Blackburn del 30 ottobre 1971. Con i Villans giocò in totale 23 partite di campionato, segnando 3 reti, e tre nelle coppe nazionali. Pur giocando molto poco Rioch poté fregiarsi della vittoria della Football League Cup 1974-1975, grazie ad un'unica presenza.
Il primo avviene nel 1971, quando è prestato ai canadesi del Toronto Metros, nuova franchigia della North American Soccer League, con cui ottiene in campionato il terzo posto nella Northern Division.
Nel febbraio 1972 è prestato al York City e nel corso della stessa stagione al Northampton Town.
Nella stagione 1975-1976 passa ai cadetti del Plymouth, con cui ottiene il sedicesimo posto in campionato. L'avventura con i Pilgrims era iniziata sotto i migliori auspici, finendo però già a novembre del 1975 ai margini della rosa.
Nella stagione 1976 torna in America per giocare nuovamente nella NASL, in forza agli statunitensi del Portland Timbers. Con i Timbers ottenne il quarto posto nella Eastern Division della Pacific Conference, senza riuscire ad accedere alla fase finale del torneo.

### Nazionale
Ha giocato un incontro nelle nazionali giovanili inglesi.

## Palmarès

### Competizioni nazionali
- Coppa di Lega inglese: 1

Aston Villa: 1974-1975